# Piaski (gmina w województwie lubelskim)
Piaski – gmina miejsko-wiejska w Polsce położona w województwie lubelskim, w powiecie świdnickim. W latach 1975–1998 gmina administracyjnie należała do województwa lubelskiego. Stanowi część aglomeracji lubelskiej zgodnie z koncepcją P. Swianiewicza i U. Klimskiej.
Siedziba gminy to miasto Piaski.
Według danych z 30 czerwca 2004 gminę zamieszkiwały 10 834 osoby.
Za Królestwa Polskiego gmina należała do powiatu lubelskiego w guberni lubelskiej. 13 stycznia 1870 do gminy przyłączono pozbawione praw miejskich Piaski.

## Ochrona przyrody
Na obszarze gminy znajduje się rezerwat przyrody Wierzchowiska chroniący grąd z lokalną przewagą dębu lub lipy oraz licznymi gatunkami rzadkich i chronionych roślin zielnych.

## Struktura powierzchni
Według danych z roku 2002 gmina Piaski ma obszar 169,73 km², w tym:
- użytki rolne: 84%
- użytki leśne: 11%

Gmina stanowi 36,19% powierzchni powiatu.

## Demografia

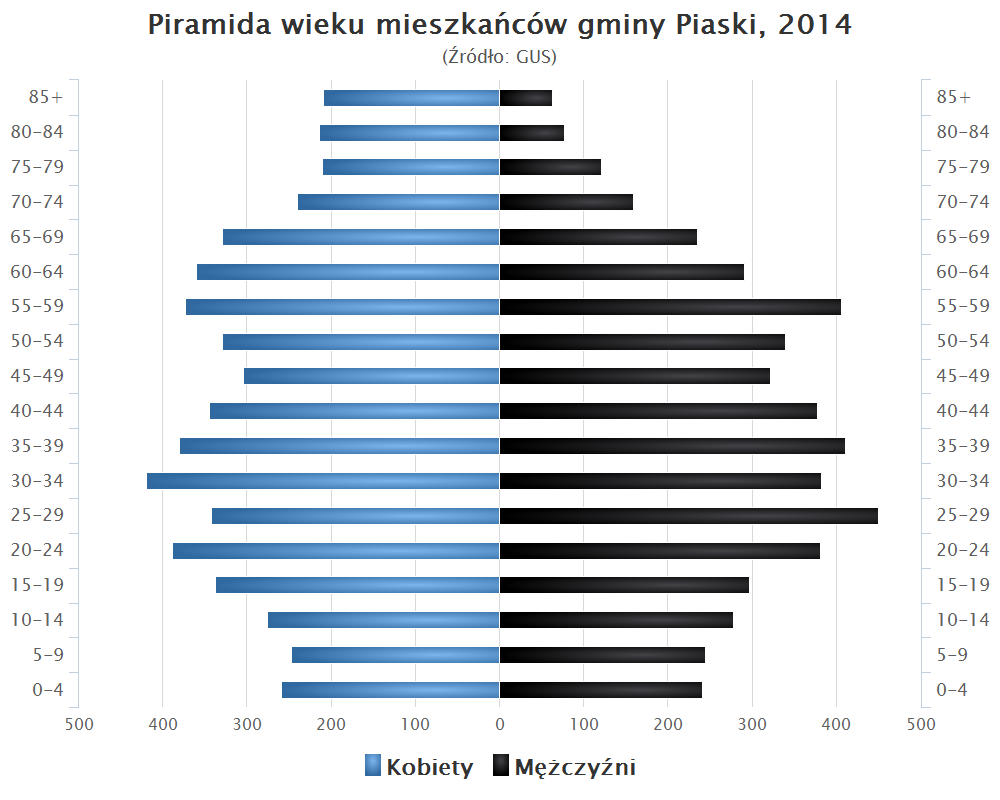
Piramida wieku mieszkańców gminy Piaski w 2014 roku

Dane z 30 czerwca 2004:
| Opis                              | Ogółem | Ogółem | Kobiety | Kobiety | Mężczyźni | Mężczyźni |
| --------------------------------- | ------ | ------ | ------- | ------- | --------- | --------- |
| jednostka                         | osób   | %      | osób    | %       | osób      | %         |
| populacja                         | 10 834 | 100    | 5596    | 51,7    | 5238      | 48,3      |
| gęstość zaludnienia (mieszk./km²) | 63,8   | 63,8   | 33      | 33      | 30,9      | 30,9      |

## Sołectwa
Borkowszczyzna, Brzezice, Brzezice Pierwsze, Brzeziczki, Bystrzejowice Pierwsze, Bystrzejowice Drugie, Bystrzejowice Trzecie, Emilianów, Gardzienice Pierwsze, Gardzienice Drugie, Giełczew, Jadwisin, Janówek, Józefów, Kawęczyn, Kębłów, Kębłów Pierwszy, Klimusin, Kolonia Siedliszczki, Kolonia Wola Piasecka, Kozice Dolne, Kozice Dolne-Kolonia, Kozice Górne, Majdan Brzezicki, Majdan Kawęczyński, Majdan Kozic Dolnych, Majdan Kozic Górnych, Majdanek Kozicki, Marysin, Młodziejów, Nowiny, Piaski Górne, Piaski Wielkie, Siedliszczki, Stefanówka, Wierzchowiska Pierwsze, Wierzchowiska Drugie, Wola Gardzienicka, Wola Piasecka, Żegotów.

## Sąsiednie gminy
Fajsławice, Głusk, Jabłonna, Krzczonów, Mełgiew, Milejów, Rybczewice, Trawniki.